# Miguel C. Meyrelles
Miguel C. Meyrelles (Oporto, 16 september 1830 – Leavenworth, 30 mei 1909) was een Portugees-Amerikaans componist, dirigent, arrangeur en musicus.

## Levensloop
Meyrelles kwam samen met zijn broers Joaquin en Pedro in 1870 naar de Verenigde Staten. Aldaar werkte hij, alsook zijn broers, als muzikant, dirigent van harmonieorkesten, arrangeur en componist. Zo arrangeerde hij ouvertures en selecties vanuit de grote Europese opera's voor harmonieorkest. Tegenwoordig zijn nog bewerkingen van de Ouverture tot "Rienzi" van Richard Wagner, de Ouverture tot de opera "Les Diamants de la couronne (De kroondiamanten)" van Daniel-François-Esprit Auber, de Ouverture tot de opera "Zampa, ou La fiancée de marbre" van Ferdinand Hérold, de Leonore Overture No. 3, Op. 72b van Ludwig van Beethoven en de Funeral March of a Marionette van Charles Gounod op de lessenaars van de Amerikaanse harmonieorkesten te vinden. Een uittreksel van de op platen opgenomen bewerkingen is bij het label Victor op de lijst gezet.
Als componist schreef hij talrijke marsen en dansen (Boston Trombone Polka (1882) et cetera) voor harmonieorkest.